# Belinde M. Thöne-Siemens
Belinde Marie Thöne-Siemens (München, 6 december 1922 – Haarlem, 28 mei 2006) was  tijdens de Tweede Wereldoorlog  actief in het Nederlands verzet. Zij ontving hiervoor het Verzetsherdenkingskruis. Na de oorlog was zij voor de VVD actief in de Haarlemse gemeentepolitiek en in de beweging van oud-verzetsstrijders.

## Biografie
Belinde Siemens was familie van de Duitse industrieel Werner von Siemens. Ze verhuisde in 1928 met haar ouders vanuit Duitsland naar Nederland omdat haar vader aan de Leidse Universiteit dermatologie ging onderwijzen. Zij groeide op in Nederland maar hield een sterke band met haar familie in Duitsland. Ze studeerde in Leiden en werd fysiotherapeute.
Tijdens de oorlog werd haar vader opgepakt en als gijzelaar in Kamp Sint-Michielsgestel vastgehouden. Ze kwam in contact met verzetsstrijder Vic Swane en werd koerier voor zijn verzetsgroep. Christiaan Lindemans, ook bekend als KingKong, zou deze groep verraden hebben. Belinde Thöne-Siemens werd niet gearresteerd en overleefde met moeite de hongerwinter.

## Na de oorlog
Na de oorlog ging ze in de politiek. Ze was tien jaar raadslid voor de VVD in de gemeente Haarlem. Ze was in Haarlem voorzitter van de Bond van Oud-Illegale Werkers.
In 1986 kwam ze in de publiciteit omdat ze verzocht het graf van Chris Lindemans op begraafplaats Crooswijk in Rotterdam te laten openen om te controleren of het inderdaad Lindemans was die daar lag. Vanaf de jaren tachtig bezocht ze regelmatig scholen om jongeren te vertellen over haar ervaringen in het verzet. Ook bracht zij een bezoek aan oud-verzetsstrijders in Oostenrijk.